# Accident d'un Junkers Ju 52 de Ju-Air en 2018
L' accident d'un Junkers Ju 52 de Ju-Air est survenu le 4 août 2018 lorsque le Junkers Ju 52 immatriculé HB-HOT s'est écrasé sur le flanc sud du Piz Segnas, à 2 540 mètres d'altitude, dans le canton des Grisons en Suisse. Il n'y eut aucun survivant parmi les dix-sept passagers et trois membres d'équipage qui revenaient d'un voyage de deux jours à Locarno au Tessin et devaient rejoindre l'aérodrome militaire de Dübendorf (de) à proximité de Zurich. Il s'agit du plus grave accident aérien survenu en Suisse depuis l'accident du vol 3597 Crossair en 2001.

## L'avion

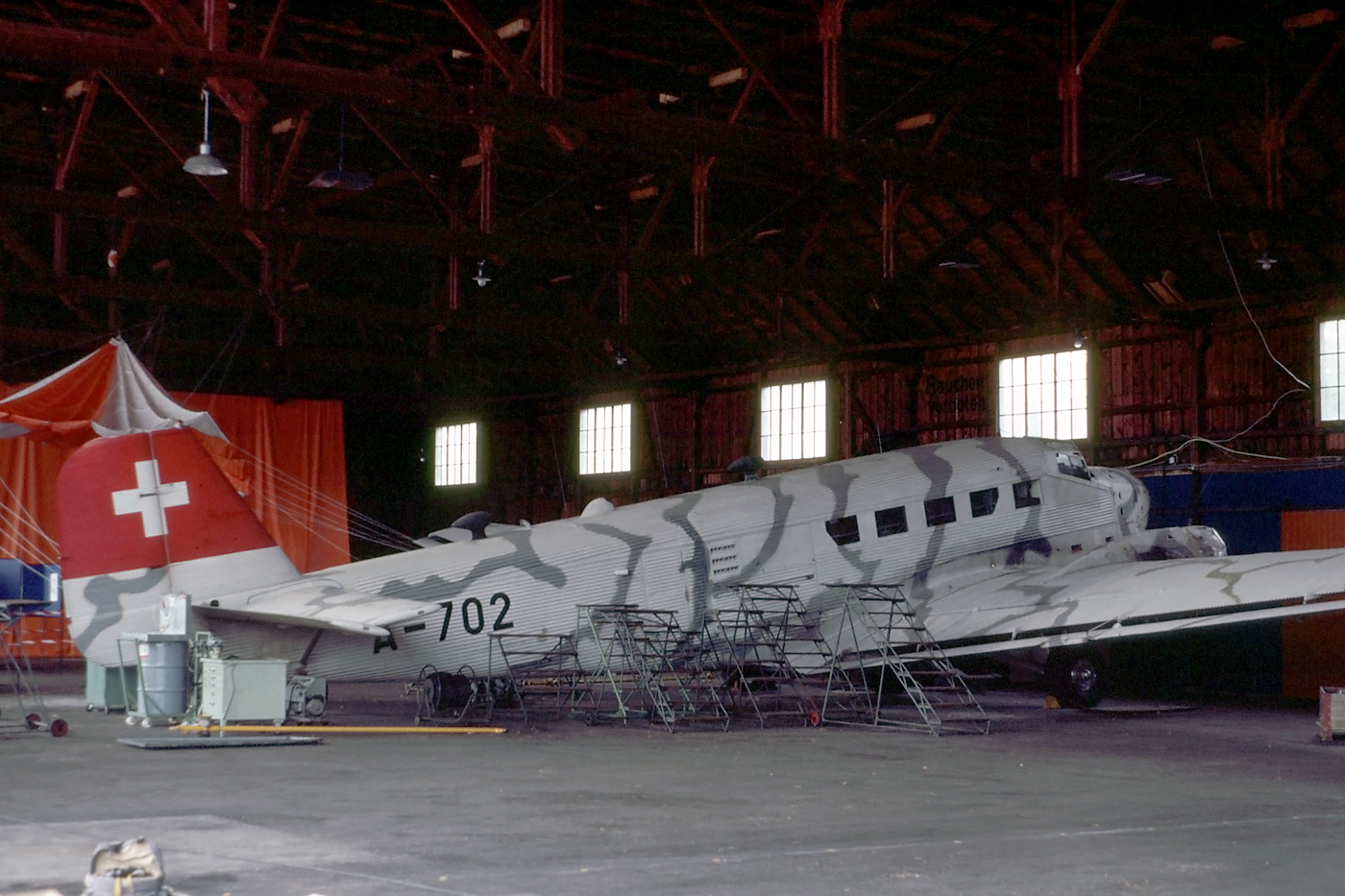
Ju52 de l'armée de l'air suisse.

L'appareil accidenté est le Junkers Ju 52/3m g4e (s/n 6595) immatriculé HB-HOT, l'un des quatre avions « Tante Ju » de la l'association Ju-Air (de), une émanation du Flieger Flab Museum, un musée suisse de l'aviation militaire. Construit en 1939 en Allemagne par la société Junkers, c'est un avion de transport militaire en tôle ondulée propulsé par trois moteurs en étoile BMW 132A/3 de 525 chevaux. Sa vitesse de croisière est de 180 km/h (maximum 260 km/h), son rayon d'action de 1 200 km, son autonomie de six heures et demie et son plafond de 5 200 m d'altitude. Son équipage comprend deux pilotes et il peut transporter 18 passagers au maximum
Immatriculé A-702 le 1er octobre 1939, cet appareil a volé jusqu'en 1981 au sein des Forces aériennes suisses. Acquis par Ju-Air la même année, il est immatriculé HB-HOT le 29 juillet 1985. 
Les avions de Ju-Air sont révisés toutes les 35 heures de vol. Le Ju 52 [HB-HOT] qui s'est écrasé avait cinq heures de vol depuis sa dernière révision en juillet 2018. Pour prolonger son certificat de navigabilité, ce type d’appareil est inspecté tous les deux ans par l’Office fédéral de l’aviation civile. Aucune anomalie n’a été détectée lors de son dernier contrôle le 6 avril 2018.
En 2002, 13 000 passagers ont volé avec la compagnie Ju-Air, et plus de 14 000 en 2014. Depuis sa création, l'association a connu deux accidents avec ses avions. En 1987, le Junkers Ju-52/3m [HB-HOS] a subi un incident lors de l’atterrissage sur l'aérodrome de Coblence (Allemagne) occasionnant des dégâts matériels. En 1998, le Casa 352/A3 [HB-HOY] avait touché un mur de neige, occasionnant là aussi des dégâts matériels. 
L'appareil accidenté a notamment été utilisé dans les films Quand les aigles attaquent de 1968 et Walkyrie de 2008. En 2012, il avait effectué un voyage aux États-Unis.

## Le déroulement
Les trois membres d'équipage (les deux pilotes et une hôtesse) et dix-sept passagers sont partis pour un voyage d'agrément le matin du vendredi 3 août 2018 de l'aérodrome militaire de Dübendorf (de) près de Zurich pour l'aérodrome de Locarno (de) au Tessin. Le lendemain 4 août 2018 à 16 h 10, le Ju 52 décolle de Locarno pour rejoindre Dübendorf.
Il s'écrase vers 16 h 50 aux Grisons sur la commune de Flims à 2 540 mètres d'altitude sur le flanc sud-ouest du Piz Segnas, à quelques centaines de mètres à l'est du Segnespass (de). Selon un témoin, l'appareil volait en direction du nord au-dessus de la crête Tschingelhörner – au sud du Segnespass – lorsqu'il se mit à effectuer un virage à 180° tout en perdant rapidement de l'altitude avant de s'écraser au sol. Il n'y a aucun survivant parmi les trois membres d'équipage et dix-sept passagers. 
| Lieu du crashAérodrome de LocarnoAérodrome de Dübendorf |

L'accident a été annoncé à 16 h 57 à la centrale d'intervention de la police grisonne à Coire. Trois hélicoptères civils, deux de la REGA et deux des Forces aériennes ont été engagés sur les opérations de secours et récupération. Près de cent personnes (police cantonale des Grisons dont spécialistes montagne, sapeurs-pompiers de Flims, colonne de secours CAS de Flims, Forces aériennes, Care Team Grischun) ont participé aux opérations de recherche le samedi 5 août. Les opérations de récupération de l'épave de l’avion, des débris, des objets personnels et des corps des victimes se sont principalement déroulées depuis la caserne des sapeurs-pompiers de Flims et se sont achevées le 7 août. L'espace aérien au-dessus du site, fermé le soir de l'accident par l'OFAC, a été rouvert le 7 août à 18 h.

## Les passagers et l'équipage
À bord se trouvaient trois membres d'équipage et dix-sept passagers, onze hommes et neuf femmes âgés de 42 à 84 ans. Dix-sept d'entre eux étaient suisses et trois des citoyens autrichiens. Ils étaient tous membres de l'association des amis des forces aériennes à qui appartenait l'avion.
Très expérimentés, les deux pilotes étaient âgés de 62 et 63 ans et avaient 943 et 297 heures de vol sur Ju 52. Tous deux avaient été pilotes dans les Forces aériennes suisses et au sein des compagnies aériennes Swissair, Swiss et Edelweiss Air. Ils ont notamment été commandant de bord sur Airbus A330 et Airbus A340. L'hôtesse de l'air, âgée de 66 ans, avait plus de 40 ans d’expérience dans son métier.

## L'enquête
Une enquête a été ouverte par le Ministère public de la Confédération, en collaboration avec le Service suisse d'enquête de sécurité (SESE), l'Office fédéral de l’aviation civile (OFAC), le Ministère public des Grisons et la police cantonale, afin de déterminer les causes de l'accident. L'appareil ne possédant pas de boîte noire, l'enquête sera complexe et prendra du temps.
Selon Daniel Knecht du SESE, « l'appareil a chuté à pic et à une vitesse relativement élevée ». Toute « influence extérieure » (collision avec un obstacle, un câble ou un autre aéronef) peut être exclue, tout comme la thèse d'une explosion en vol. La canicule peut compromettre la performance des moteurs, mais elle ne suffit pas pour causer à elle seule un accident.
Le rapport intermédiaire publié le 20 novembre 2018 n'apporte pas de précisions supplémentaires sur les causes de l'accident, mais fait état de nombreuses traces de vieillissement sur la structure antérieures au crash et parfois importantes : fissures, corrosions notamment, qui poussent à interdire de vol les deux autres Ju-52 de la compagnie avant vérification poussée de leur état.
Le rapport final du SESE, publié le jeudi 28 janvier 2021, a révélé que les pilotes avaient dirigé l'avion, qui voyageait à basse altitude, sans autre trajectoire de vol et à une vitesse dangereusement basse dans une étroite vallée au sud-ouest de Piz Segnas dans le canton des Grisons.
L'avion s'est approché d'une certaine turbulence - un phénomène auquel on peut s'attendre en volant en montagne. Dans une déclaration, le bureau de la sécurité a écrit que «la manière à haut risque de survoler ces turbulences non inhabituelles a fait perdre aux pilotes le contrôle de l'avion». L'avion volait trop bas pour remédier à la situation et s'est finalement écrasé presque verticalement au sol.